# Afsplitsingen van Jehova's getuigen
Er is een aantal splintergroeperingen van Jehova's getuigen, vooral in de Verenigde Staten, geloofsgemeenschappen die zich ooit hebben afgescheiden van de beweging die door Charles Taze Russell in 1879 werd gestart onder de naam Bible Students (Bijbelonderzoekers). Er zijn regelmatig personen geweest die het leiderschap van het Besturend Lichaam van Jehova's getuigen niet hebben erkend, van mening verschilden over doctrinaire interpretaties, met inbegrip van het huis-aan-huiswerk waarom de Jehova's getuigen zo bekendstaan.
Het merendeel van de belangrijke afsplitsingen vond plaats in de periode van 1916 tot 1930, in de periode dat de hoofdbeweging bekend stond als Russellieten of als de Bible Students. Doordat veel van deze groepen zichzelf een naam gaven die een variatie was op Associated Bible Students (een officiële naam van een van de wettelijke corporaties van het Wachttorengenootschap) of zich eenvoudig Bible Students noemden, ontstond de noodzaak de (in eigen ogen) "hoofd"beweging een duidelijke, onderscheiden naam te geven waardoor verwarring met deze andere groepen niet meer mogelijk was. Dit is de belangrijkste reden dat Joseph Franklin Rutherford de beweging in 1931 hernoemde tot "Jehova's getuigen". Veel van de afgesplitste geloofsgemeenschappen noemen zich nog altijd naar een variatie op Bible Students.

## Eerste afsplitsing: 1909
In 1907 benadrukte Pastor Russell meer expliciet zijn opvatting dat christenen niet onderworpen waren aan het Nieuwe verbond, maar dat het Nieuwe verbond nog toekomstig was en zou worden gesloten tussen God en de natie Israël om zijn voornemens aan de wereld te onderwijzen. De controverse die hierover ontstond (en enkele andere onderwerpen) leidde in 1909 tot het vertrek van sommige aanhangers van de leer van Russell. Zij groepeerden zich tot de New Covenant Bible Students (Nieuwe Verbond Bijbelonderzoekers).
M.L. McPhail, een pelgrim van de Chicago Bible Students distantieerde zich in die periode ook van de beweging van Russell, leidde de beweging van de New Covenant Bible Students in de Verenigde Staten en vestigde de New Covenant Believers in 1909.
De diverse splinterbewegingen die hierdoor ontstonden, wijzen de meeste geschriften van Russell af als valse leer en worden gezamenlijk aangeduid als Vrije Bijbelonderzoekers.

## Tweede crisis: de dood van Pastor Russell
Na de dood van Charles Taze Russell in 1916, werd Joseph Franklin Rutherford na een heftige strijd gekozen tot president van het Wachttorengenootschap. Hij begon onmiddellijk aan een grondige herstructurering van de geloofsgemeenschap die, rond 1928, leidde tot het vertrek van bijna driekwart van de leden van de geloofsgemeenschap. Een van de meest controversiële stappen die Rutherford ondernam was het afzetten van vier leden van de Board of Directors die nog door Russell zelf waren aangewezen (R. H. Hirsh, I. F. Haskins, A. I. Ritchie en J. D. Wright) en hen in juli 1917 te vervangen door door hemzelf aangewezen personen. Na hun uitstoting startten deze vier uiteindelijk het Pastoral Bible Institute en begonnen met het uitgeven van The Herald of Christ’s Kingdom onder redactie van R. E. Streeter.
Het Australische Berean Bible Institute scheidde zich ook formeel af van het Wachttorengenootschap in 1918.
In december 1918 beschouwden Charles E. Heard en sommige anderen de aanbeveling van Rutherford om war bonds (oorlogsaandelen) te kopen als een verdraaiing van Russells pacifistische leringen en startten de Stand Fast Bible Students Association in Portland, Oregon.
In 1917 vestigde Alexander F.L. Freytag, landsopziener van Zwitserland voor het Wachttorengenootschap sinds 1898, de Angel of Jehovah Bible and Tract Society (Engel van Jehovah Bijbel en Traktaat Genootschap, die ook wel bekend werd als de Philanthropic Assembly of the Friends of Man en The Church of the Kingdom of God, Philanthropic Assembly) en begon zijn zienswijzen te publiceren; hij werd in 1919 uit het Wachttorengenootschap gestoten door Rutherford.
Paul S. L. Johnson vestigde de Layman's Home Missionary Movement in 1919.

## Interbellum
In Duitsland werd Ewald Vorsteher in de vroege jaren 1920 uitgesloten nadat hij weigerde bepaalde instructies van het Wachttorengenootschap op te volgen. Hij publiceerde de Wahrheitsfreund (Vriend van de waarheid). Zijn huis werd in 1933 doorzocht door de Gestapo en de ontdekking van documenten waarin kritiek werd geuit op het nazi-regime werd gebruikt als rechtvaardiging voor de vervolging van zowel de Bijbelonderzoekers als de Jehova's getuigen.
In 1928 verliet Norman Woodworth het Wachttorengenootschap om een radioprogramma te maken getiteld Frank and Earnest; hij werd hierbij geholpen door de gemeente van de Bible Students uit Brooklyn. De definitieve breuk tussen beide groeperingen kwam in 1931. In dat jaar werd de naam Jehova's getuigen aangenomen door de nieuwe leiding van het Wachttorengenootschap, om onderscheid te maken tussen de Bijbelonderzoekers die het Wachttorengenootschap loyaal waren en degenen die zich onafhankelijk van het genootschap opstelden. In hetzelfde jaar vond de tweede Herenigingsvergadering van de Vrije Bijbelonderzoekers plaats en werd de Dawn Bible Students Association opgericht met als doel het drukken en verspreiden van de serie Schriftstudies waarmee het Wachttorengenootschap officieel in 1927 was gestopt. Deze coördineerde het werk in Pittsburgh en Brooklyn en verenigde de gemeenten van de Bijbelonderzoekersgemeenten in een losse gemeenschap die zich Ernstige Bijbelonderzoekers noemde. Door tijdschriften ("The Dawn"), traktaten en uitzendingen op radio en televisie bezitten de Bijbelonderzoekers vooral in de Verenigde Staten een zekere invloed.
Eveneens in 1928 onttrok de Italian Bible Students Association in Hartford, Connecticut, onder leiding van Gaetano Boccaccio, haar steun aan het Wachttorengenootschap en de leden veranderden hun naam in de Millennial Bible Students Church, daarna in Christian Millennial Fellowship, Inc.. In 1940 begon Boccaccio met het uitgeven van het tijdschrift New Creation en bleef dit doen tot aan zijn dood in de vroege jaren 1990. Het tijdschrift wordt nog altijd uitgegeven door de Christian Millennial Fellowship, geleid door Elmer Weeks in New Jersey.

## Tweede helft van de 20e eeuw
Jesse Hemery, een van de meest prominente Bijbelonderzoekers in Engeland, was in 1901 door Russell aangesteld als president van de International Bible Students Association en bekleedde deze functie tot 1946. In 1951 werd hij door Knorr uitgesloten waarna hij de Goshen Fellowship oprichtte.
De Duitse German Bible Students Association bleef verbonden aan het Wachttorengenootschap gedurende het regime van Hitler, maar zij hadden in die periode geen contact met het hoofdbureau. Toen het contact werd hersteld, waren zij het niet eens met verschillende doctrinaire wijzigingen die in de tussentijd waren doorgevoerd en zij distantieerden zichzelf van het Wachttorengenootschap.
In 1948 werd een verbod van kracht op Jehova's getuigen in Roemenië, dat duurde tot de val van het communistische regime in 1989. Zij hadden, vanuit hun illegale positie, beperkt toegang tot de veranderende leerstellingen die werden gepubliceerd in De Wachttoren dus zij bestudeerden vooral de boeken van Rutherford en oudere publicaties. Een belangrijke leerstelling voor hen was de interpretatie dat de "Superieure Autoriteiten" niet op regeringen maar op Jehova duidden. Nadat het verbod op de geloofsgemeenschap werd opgeheven waren zij het niet eens met de wijzigingen in de doctrines van het Wachttorengenootschap zoals deze in de loop der jaren waren gepubliceerd, dus splitsten zij zich af en startten in 1992 de "The True Faith Jehovah's Witnesses Association".
Toen het Besturend Lichaam de interpretatie inzake de "superieure autoriteiten" wijzigde, dachten sommige Jehova's getuigen in de Sovjet-Unie dat deze wijziging van de KGB kwam. Dit leidde tot de oprichting van de "Theocratische Organisatie van Jehova's getuigen", die gebruik van publicaties van het Wachttorengenootschap van na 1962 afwees. De geloofsgemeenschap heeft een aanhang in Rusland, Oekraïne en Moldavië en beweert contact te zoeken met Jehova's getuigen in andere landen. De geloofsgemeenschap verstrekt geen gegevens over aantallen gemeenten of aanhangers en heeft weinig tot geen publieke aandacht.
In 1981 werd de Canadees James Penton, hoogleraar geschiedenis aan de universiteit van Lethbridge, uitgesloten wegens afvalligheid. Hij was internationaal bekend onder Jehova's getuigen, vooral omdat hij een boek over de geschiedenis van Jehova's getuigen in Canada had geschreven: Jehovah’s Witnesses in Canada: Champions of Freedom of Speech and Worship. Zijn uitsluiting kreeg in Canada aandacht in de landelijke media en leidde tot een van meerdere schisma's in het jaar 1981 binnen Jehova's getuigen.
In 1993 verzocht wiskundige Gordon Ritchie gedoopt te worden door Jehova's getuigen. Vrijwel direct daarna begon hij ideeën te verdedigen die afwijken van de doctrines van het Besturend Lichaam. Hij beweert in maart 1996 te zijn uitgesloten wegens afvalligheid. Ritchie beweert dat Jehova's getuigen de ware religie waren tot 2004, maar dat zijn eigen groepering van "Lord's Witnesses" (Getuigen van de Heer) nu de enige ware aanbidding vormt. De groepering beweert enkele honderden aanhangers te hebben en stelt dat hun wiskundige analyse van de Bijbel goddelijke openbaringen aan het licht heeft gebracht die door Jehova's getuigen zijn genegeerd.

## 21e eeuw
In 2007 trok Jehova's getuige apologist en auteur Greg G. Stafford, auteur van het boek Defending Jehovah's Witnesses (Jehova's getuigen verdedigd - Elihu Books), zich formeel terug uit de geloofsgemeenschap. Hij stond erop dat hij en zijn volgelingen "Jehova's getuigen" zouden worden genoemd. Stafford heeft materiaal gepubliceerd dat veel unieke en belangrijke leerstellingen van Jehova's getuigen, zoals het unitarisme, verdedigt. In 2007 introduceerde Stafford de term "Christian Witnesses of Jah" (Christelijke getuigen van Jah) om degenen aan te duiden die veel doctrines van Jehova's getuigen geloven, maar geen lid willen zijn van hun organisatie (het Wachttorengenootschap) of niet alle doctrines geloven.
Geschiedenis van het christendom · christendom van A tot Z